# Бордовый берет
Не следует путать с краповым беретом военнослужащих подразделений специального назначения войск национальной гвардии России.
Бордо́вый бере́т (англ. Maroon beret) — головной убор, берет бордового цвета, являющийся элементом военной формы одежды военнослужащих (как правило парашютно-десантных) войск (сил) вооружённых сил ряда государств мира.
Со времён Второй мировой войны бордовый берет стал символом парашютно-десантных сил некоторых государств. Впервые он был утверждён в Великобритании в 1942 году по предложению генерал-майора Фредерика Браунинга, командира британской 1-й воздушно-десантной дивизии. Первыми бордовые береты надели военнослужащие одного из парашютных полков этой дивизии, дислоцированного в Северной Африке в ноябре 1942 года. Береты имели бордовый цвет, но в обиходе их называли «красными».

## Происхождение
Первым подразделением в британской армии, внедрившем в повседневное ношение берет, стал бронетанковый корпус в 1924 году. Это был берет чёрного цвета. Во время Второй мировой войны некоторые подразделения британской армии последовали примеру бронетанкового корпуса и приняли берет в качестве практичного головного убора, для солдат, которым нужна «шляпа», которую можно было легко носить в ограниченном пространстве и которая легко могла бы быть уложена под стальной шлем.
Согласно легенде, бордовый цвет для берета был выбран генерал-майором Фредериком Браунингом, после того как его жена Дафна дю Морье предложила ему использовать цвет, составлявший основную часть его скаковой амуниции. Хотя в одном из её писем, хранящихся в Британском военно-воздушном штурмовом архиве, она писала, что всё это выдумки. Каким бы ни было его происхождение, бордовый берет был принят британскими парашютистами в июле 1942 года. Первоначально он был украшен знаком армейского авиационного корпуса. Позже, в 1943 году, знак был заменён эмблемой полка парашютистов.
Во время кампании «Западная пустыня» (1940—1943) немцы в Африканском корпусе начали называть британских десантников — «Красными дьяволами», намекая на цвет их беретов и превознося их боевые навыки.